# كيم سوتشوك
كيم سوتشَك (ولدت عام 1960) هي أستاذة في قسم دراسات الاتصال، وتشغل كرسي البحث في دراسات الإعلام المحمول، وتشغل كذلك منصب نائبة العميد للبحث والدراسات العليا (في كلية الآداب والعلوم) في جامعة كونكورديا في مونتريال، كندا. تُعد سوتشَك باحثة نسوية في دراسات الإعلام، وتغطي أبحاثها مجالات الفن والجندر والثقافة، مركزة على تقاطع التكنولوجيا مع حياة الناس وكيف يتغير ذلك مع التقدم في العمر.

## الحياة المبكرد والسيرة المهنية
وُلدت كيمبرلي آن سوتشَك عام 1960 في كندا. حصلت على درجة البكالوريوس عام 1982 من جامعة وينيبيغ، بتفوق ذهبي في تخصص مزدوج في العلوم السياسية والتاريخ. أكملت درجتي الماجستير عام 1986 والدكتوراه عام 1991 في الفكر الاجتماعي والسياسي من جامعة يورك في تورونتو. 
انضمت إلى قسم دراسات الاتصال في جامعة كونكورديا عام 1990، وبحلول عام 2011 أصبحت أستاذة مشاركة. في الأول من كانون الثاني 2015، بدأت في منصب نائبة عميد البحث والدراسات العليا في كلية الآداب والعلوم في كونكورديا.
منذ عام 1992، تكتب سوتشَك مقالات حول الأثر الثقافي للتقدم في السن والتكنولوجيا، وتفحص المواقف الثقافية تجاه الشيخوخة. لاحظت أن الأشخاص المسنين إن تم تصويرهم في الإعلانات، فإنهم يُقدَّمون غالبًا ككاريكاتيرات لشبابهم السابق، لا لما هم عليه، بل لما كانوا عليه. لكنها تعتقد أنه مع ازدياد وعي المعلنين والمسوّقين بكبار السن، يمكن أن يكون استهداف هذه الفئة مربحًا. كما أنها تعمل على تغيير الصورة الشائعة عن المسنين، وتتعاون مع منظمات مجتمعية ونشطاء لمعالجة تجربتهم مع التكنولوجيا الرقمية.
شاركت سوتشَك في عدد كبير من مشاريع البحث. في عام 2010، شاركت في مشروع حول الاتصالات المحمولة والتصوير الطبي الحيوي.
في عام 2011، أجرت سوتشَك إلى جانب باربرا كراو مشروعًا بحثيًا برعاية مجلس البحوث في العلوم الاجتماعية والإنسانية في كندا لفحص مدى إمكانية وصول الفئات المهمشة أو كبار السن إلى الخدمات التي غالبًا ما تعتمد على الإنترنت.
رغم اهتمامها المتكرر بالقضايا النسوية، فإن اهتمامات سوتشَك لا تقتصر على النسوية. ففي عام 2012، طورت تطبيقًا على الهواتف الذكية مع منتجة الأفلام كاترينا سوكوب، يتيح للمستخدمين اكتشاف معالم جغرافية وتاريخية باستخدام نظام تحديد المواقع، ليصبحوا مستكشفين افتراضيين تحت الأرض.
بدأت سوتشَك عام 2014 بالمشاركة في مشروع ثقافي عابر للحدود بين كندا والاتحاد الأوروبي، صُمم لدراسة التغير الثقافي والتنوع والتنقل الحديث وانتشار الأفكار.
في عام 2014، حصلت سوتشَك على منحة تُقدر بحوالي 3 ملايين دولار للبحث على مدى سبع سنوات في موضوع "الشيخوخة، والاتصال، والتقنيات: تجربة العالم الرقمي في أواخر العمر". ويجمع المشروع شركاء من 12 جامعة دولية لدراسة استخدام المسنين للتكنولوجيا وكيف يغير ذلك عالمهم ونظرتهم للعالم.
بالإضافة إلى البحث، ألقت سوتشَك محاضرات دولية وشاركت في ندوات في جامعة بولونيا، وجامعة دريكسل، وجامعة بيلجي في إسطنبول، وجامعة لانكستر، وجامعة مانشستر، وجامعة سيليزيا في بولندا.
شاركت سوتشَك في تأسيس مختبر الإعلام المحمول (يورك - كونكورديا) عام 2006. وهي أيضًا المنسقة لمجموعة عمل دراسات الإعاقة النقدية في كونكورديا، وتعمل بالتعاون مع فنانين وباحثين لتوثيق وفحص التمييز القائم على القدرة في مدن مثل مونتريال، كيبيك.
كجزء من عملها في مجال الإعاقة، تطور سوتشَك أرشيفًا بالتعاون مع أرسلي دوكوماتشي، بدعم من الاتحاد الكندي للأداء والسياسة في الأمريكتين، حول الأداء والإعاقة في جميع أنحاء الأمريكتين.
بالإضافة إلى أبحاثها الأكاديمية، شاركت في تأسيس "آدا إكس" (المعروفة سابقًا باسم "ستوديو XX")، وهو مركز للإعلام الرقمي في مونتريال يلتقي فيه الأكاديميون النسويون والفنانون والنشطاء المجتمعيون، وذلك عام 1996.

## العمل كمحررة
أتمت سوتشَك دورة تحريرية مدتها ست سنوات لمجلة مجلة كندا للإتصالات في عام 2011، وهي أيضًا محررة مشاركة في Wi: Journal of Mobile Media. كما شاركت في تحرير العديد من الكتب والأعداد الخاصة من المجلات.

### أعمال مختارة
- المحررون: بيل بيرنز، كاثي بَسبي، وكيم سوتشَك. When Pain Strikes. منيابولس: مطبعة جامعة مينيسوتا، 1999.
- المحررتان: جانين مارشسو وكيم سوتشَك. Wild Science: reading feminism medicine and the media. المملكة المتحدة: روتليدج، 2000.
- المحررون: كريستينا لامر، كاثرين بيلتشر، كيم سوتشَك. Verkörperungen/Embodiment. فيينا: لوكر فيرلاق، 2007.
- المحررون: جيزيل أمانتيا، لورين أودز، كيم سوتشَك. USED/goods. مونتريال: مجلس الفنون، 2009.
- المحررون: باربرا كراو، مايكل لونغفورد، كيم سوتشَك. Sampling the Wireless Spectrum: the politics, poetics and practices of mobile media. تورونتو: مطبعة جامعة تورونتو، 2010.
- سوتشَك، ك.، وكراو، ب. "Into the grey zone: Seniors, cell phones and milieus that matter" في ب. بوبينغا (محرر)، Observing the mobile user experience: Proceedings of the 1st international workshop held in conjunction with NordiCHI (2010)، الصفحات 17–20.
- سوتشَك، ك.، وكراو، ب. "I'm G-Mom on the Phone" Feminist Media Studies، المجلد 12، العدد 4، 2012، الصفحات 496–505.
- ميدلتون، ك.، شيبرد، ت.، شيد، ل. ر.، سوتشَك، ك.، وكراو، ب. Intervention Regarding the Consultation on Proceeding to establish a mandatory code for mobile wireless services: Telecom Notice of Consultation، CRTC 2012-557، 11 تشرين الأول 2012، و CRTC 2012-557-1، 1 تشرين الثاني 2012.

### أعداد خاصة من المجلات
- Mobile Cultures، عدد خاص من Wi: Journal of Mobile Media، مع ل. غرينييه وج. كوشينيلي، 2012.
- Conversations Across the Field، العدد الافتتاحي من ADA: Journal of Gender and Technology، مع ك. ستابل، المحررتان، المجلد 1، العدد 1، 2012.
- Media Arts Revisited، عدد خاص من Canadian Journal of Communication، 37.1، مع أ. زيفيرو، 2012.
- Wireless Technologies, Mobile Practices، عدد خاص من Canadian Journal of Communication، 33.3، مع ب. كراو ور. سميث، 2008.
- Pedestrian Traffic، عدد خاص من Wi: Journal of Mobile Media، الربيع، مع أ. زيفيرو، ب. كراو، و م. لونغفورد، 2008.
- Mediated Spaces، عدد خاص من Canadian Journal of Communication، 33.2، 2008.
- Communicating Health، عدد خاص من Canadian Journal of Communication، 32.3/4، 2007.
- Vocabularies of Citizenship، عدد خاص من Canadian Journal of Communication، 32.2، 2007.

انظر أيضاً
- كاري رينتشلر

## روابط خارجية
- http://actproject.ca/
- http://www.mobilities.ca/ نسخة محفوظة 2015-02-26 على موقع واي باك مشين.
- http://coms.concordia.ca/faculty/sawchuk.html نسخة محفوظة 2014-02-08 على موقع واي باك مشين.